# Ídolo del Zbruch

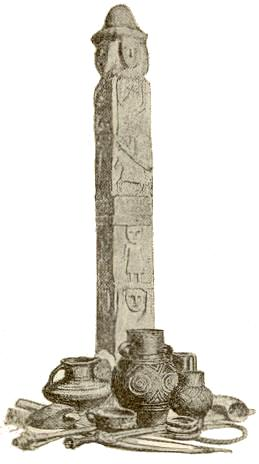
Ídolo del Zbruch.

El ídolo del Zbruch (en ucraniano, Збручанський ідол; en polaco, Światowid ze Zbrucza; en ruso, Збручский идол) es un bałwan, un tipo de escultura eslava, construida en el siglo IX, y uno de los escasos monumentos de las creencias eslavas precristianas. El pilar se asocia habitualmente con la deidad eslava Svantevit, aunque difieren las opiniones sobre el significado exacto de todos los bajorrelieves y sus símbolos. Algunos argumentan que las tres hileras superpuestas de bajorrelieves representan los tres niveles del mundo, desde el mundo subterráneo hasta el mundo mortal medio y el mundo de los dioses, superior y el más grande. 
Se cree que la escultura estaba colocada en un pozo algún tiempo después del bautismo de la Rus de Kiev, como los ídolos en Kiev y Nóvgorod. En el siglo XIX, cuando el río Zbruch (afluente del Dniéster) cambió su lecho, la zona donde el pilar estaba enterrado pasó a estar sumergida. Fue descubierto durante una sequía cerca del pueblo llamado Liczkowce bajo gobierno polaco, hoy Lichkivtsi (Личківці), Ucrania, justo al norte de Husiatyn en 1848. La estatua está ahora expuesta en el Museo Arqueológico de Cracovia, Polonia, con copias exactas ubicadas en una serie de museos, como el Museo Estatal de Historia en Moscú.

## Descripción

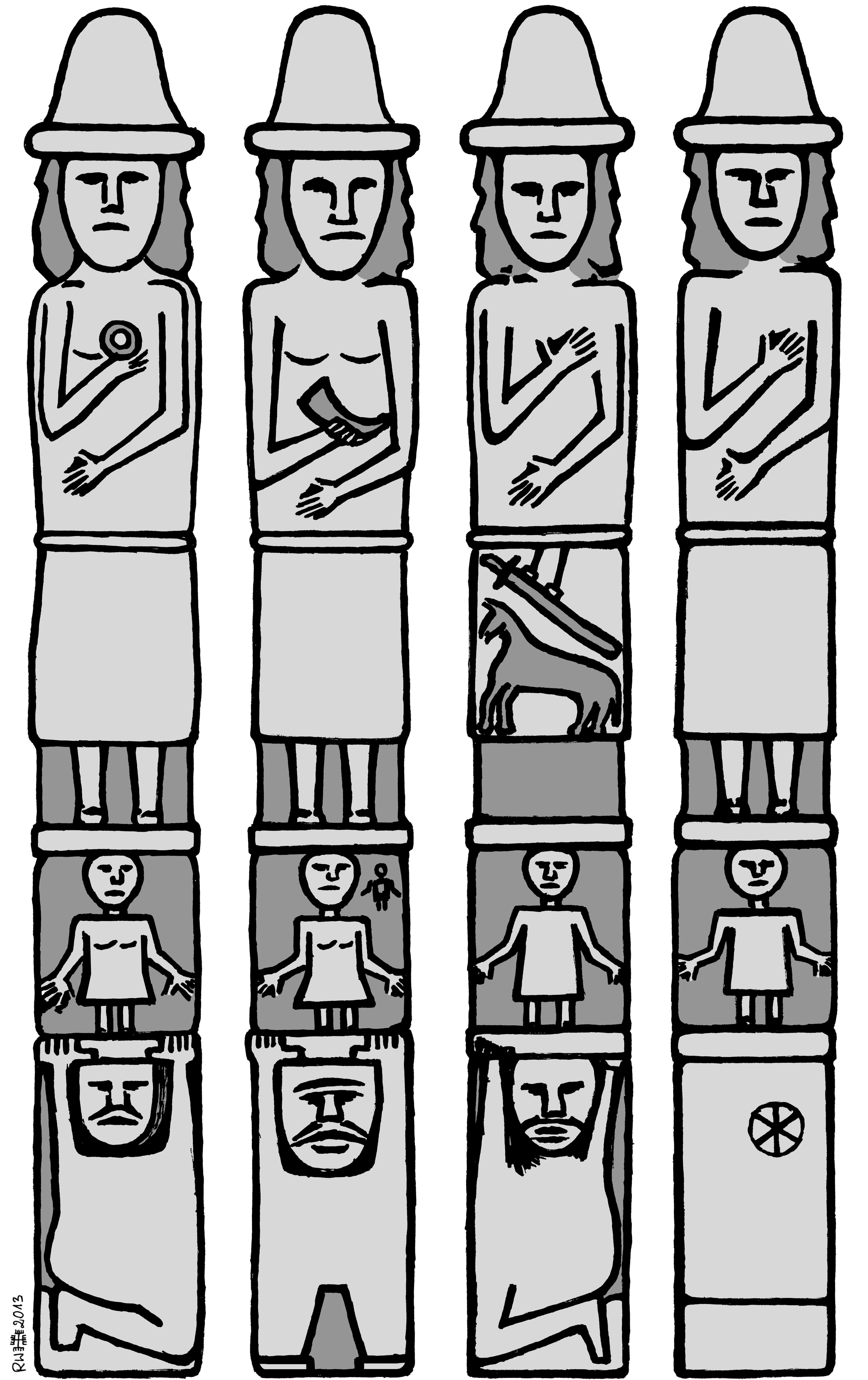
Presentación de los relieves que adornan cada lado de la estatua de Zbrucz. Ryc. Ratomir Wilkowski, broszura programowa Rodzimego Kościoła Polskiego z 2013 r.

El ídolo del Zbruch es un pilar de cuatro lados de caliza grisácea, con una altura de 2,67 metros, y tiene tres hileras de relieves grabados en cada uno de los cuatro lados. La hilera inferior tiene 67 cm; la del medio es de 40 cm; y la hilera superior es de 167 cm. Es posible que durante la excavación del monumento efectuada en el año 1848 su hilera inferior quedara rota y perdida. Los relieves están en condiciones bastante malas, aunque algunos rasgos de la policromía original se han encontrado en los sesenta. Los relieves representan los siguientes caracteres:
- Los tres lados de la hilera inferior muestran una entidad barbuda, arrodillada, que parece sostener la hilera superior con sus manos; el cuarto lado está vacío.
- La hilera media muestra una entidad más pequeña con brazos extendidos en los cuatro lados.
- Los cuatro lados de la hilera superior tienen las figuras más grandes del ídolo, con cuatro caras unidas por debajo de una esfera. Cada uno de los lados tiene un atributo distintivo: un anillo o un brazalete; un cuerno para beber y una pequeña figura de "niño"; una espada y un caballo; y un símbolo solar erosionado.